# علی تابنده
علی تابنده با لقب طریقتی محبوبعلیشاه قطب سی و هشتم سلسلهٔ شاه نعمت‌اللهی سلطان علیشاهی گنابادی (پس از رضاعلیشاه و پیش از مجذوبعلیشاه) و اهل ایران بود.

## زندگی‌نامه
او در ۷ ذیحجة الحرام سال ۱۳۶۴ قمری برابر با ۲۲ آبان ۱۳۲۴ شمسی به دنیا آمد.

دوران ابتدایی را در دبستان جامی بیدخت گذراند و همزمان با آن، مقدمات علوم دینی را نزد معلمین و مدرسین مقیم بیدخت (چون ملاخداداد خیبرگی و دیگران) فرا گرفت.

سپس برای ادامه تحصیل به تهران آمد، از دبیرستان دارالفنون دیپلم ادبی گرفت و پس از قبولی در آزمون دانشگاه تهران و پذیرش در رشته زبان و ادبیات فارسی، از محضر استادان برجسته‌ای مانند: لطفعلی صورتگر، غلامحسین یوسفی و سید جعفر شهیدی بهره برد.
عنوان پایان‌نامه کارشناسی او سیر عرفان در ادبیات قرون ششم و هفتم هجری بود که با راهنمایی سید حسن سادات ناصری آنرا به رشته تحریر درآورد.

## ازدواج و تشکیل خانواده
در اسفندماه ۱۳۵۵ شمسی ازدواج کرد که ثمره این پیوند، دو فرزند به نامهای رضا و رحمت‌الله هستند.

## حرفه و کسب معیشت
وی پس از گذراندن دوره خدمت سربازی در شرکت ملی نفت ایران مشغول به کار و در سال ۱۳۶۸ به درخواست خود از آن سازمان بازنشسته شد.

## وادی عرفان
او در ۱ شهریور ۱۳۴۳ مطابق با ۱۵ ربیع‌الثانی ۱۳۸۴ به دلالت پدر، با حضور سید هبة الله جذبی و به دست پدربزرگش  صالحعلیشاه (قطب وقت) به وادی سلوک و عرفان وارد شده و پس از درگذشت او با پدرش رضاعلیشاه تجدید عهد نمود.

## اجازه اقامت جماعت فقری
در تاریخ ۱۵ شعبان ۱۴۰۱ قمری مطابق ۲۸ خرداد ۱۳۶۰ شمسی از طرف رضاعلیشاه اجازه امامت جماعت فقری گرفت که این اجازه بعدها در مجلس فقری مورخ ۸ مهر ۱۳۶۵ شمسی  قرائت شد.

## اجازه دستگیری و هدایت طالبین
در تاریخ ۲۱ رمضان ۱۴۰۵ مطابق با ۲۰ خرداد ۱۳۶۴ شمسی اجازه دستگیری و هدایت طالبین برای او صادر شده و به لقب طریقتی محبوبعلی‌ ملقب شد.

## فرمان خلافت و جانشینی
علی تابنده در روز عید غدیر ۱۴۰۶ قمری مطابق با ۲ شهریور ۱۳۶۵ منصوصا از سوی پدرش به خلافت مامور و به لقب محبوبعلی‌شاه مفتخر گردید.

## تحصیل علوم دینی
وی که نزد پدرش و همچنین سید هبةالله جذبی طباطبایی (درویش ثابتعلی، شیخ بلندپایه سلسلهٔ شاه نعمت‌اللهی سلطان علیشاهی گنابادی) به تحصیل علوم دینی نیز می‌پرداخت، در ۲۴ محرم ۱۴۱۳ از محمدجواد غروی و در ۷ جمادی‌الاول همان سال از علی غروی علیاری موفق به اخذ اجازه روایت حدیث گردید.

## آغاز خلافت
محبوبعلیشاه چهل روز پس از درگذشت پدرش و آغاز قطبیت، در فرمانی برای اولین بار به تبیین زیست عرفانی پدر پرداخته و دراویش سلسله را به پیروی از آن تعالیم فراخواند. شاید بتوان این فرمان را به مثابه منشور اصلی اعتقادی سلسلهٔ شاه نعمت‌اللهی سلطان علیشاهی گنابادی به حساب آورد:
"هو

۱۲۱
از جهت ترویح روح مطهّر حضرت آقای رضاعلیشاه طاب ثراه قطب سلسلة علیه نعمت‌اللّهیة سلطانعلیشاهی، این فقیر حاج علی تابنده مفتخر به لقب طریقتی محبوبعلیشاه، چهارده نكته از دفتر زندگانی پر بار فقری، علمی و اخلاقی آن بزرگوار را به دلهای منوّر به نور ایمان فقرای نعمت‌اللّهی سلطانعلیشاهی بنام چهارده معصوم (ع) خاطر نشان ساختم تا با اجرای آن روح پر فتوح آن بزرگوار را شاد و اسباب خیر و بركت دنیا و آخرت خویش سازند.
۱. با یاد خدا دم را غنیمت شمارید و آن را ارج نهید.
۲. شفقت به خلق الله را سرلوحة زندگانی خود قرار دهید.
۳. تن را كه مركب روحست با خوراك و پوشاك و مسكنی كه از دسترنج شماست توانا سازید.
۴. گوهر مردمی را به نور ایمان، تابناك نگهدارید.
۵. شادی جان را با عشق ورزیدن به حقیقت عرفان تأمین كنید.
۶. پرواز روان در آسمان معرفت را با ذكر دوام و فكر مدام سرعت بخشید.
۷. نور عقل را روشنگر آسمان جهان مردمی كنید.
۸. منادی وجدان را آزرده نسازید و بترسید از دمی كه از سر قهر به فوق افلاك رود.
۹. سفارشهای مكرّر اقطاب سلسلة علیه نعمت‌اللّهیة سلطانعلیشاهی بخصوص تأكیدات مكرّر والد بزرگوار فقیر در اجرای احكام شریعت مقدّس اسلام را نصب العین قرار دهید.
۱۰. خواندن كتاب پند صالح و دیگر كتب عرفانی جلوگیر لغزشهای ناخودآگاه است و با مطالعة این كتب از تزلزلهای نفسانی جلوگیری نمائید.
۱۱. جرقة بروز هر اختلافی را در دم خاموش كنید چون اینگونه هوشیاری و بیداریها در نظر اولیاء الله اجر بي‌پایانی دارد.
۱۲. وحدت و تمركز در گرد پرچم اسلام را تنها سنگر نجات در جهان امروز بشناسید.
۱۳.حفظ اجاق خانواده و آبیاری ریشه‌های خانوادگی و كوشش در استحكام روابط همسری و پرهیز از هرگونه خشم و حسد و بیگانگی، سرمایة آرامش و گرمی بخش زندگانیست.
۱۴.این فقیر در اجرای مسئولیت خطیری كه ناچاراً به اطاعت و اجرای آن شده‌ام اجرای كامل این چهارده اصل را از یكایك برادران نعمت‌اللّهی سلطانعلیشاهی خواهانم و یك دم لغزش در انجام هر یك را به زیان دنیا و آخرت مي‌بینم.
والسّلام علیكم و رحمة الله و بركاته.

برابر چهلمین روز ارتحال حضرت مولانا المعظّم حضرت آقای رضاعلیشاه اعلی الله مقامه الشّریف، مطابق ۲۰ ربیع الثّانی ۱۴۱۳ قمری، ۲۶ مهر ماه ۱۳۷۱ شمسی.
فقیر حاج علی تابنده

(محبوبعلیشاه)"

## درگذشت
علی تابنده در ظهر پنج شنبه ۶ رمضان ۱۴۱۷ قمری مطابق ۲۷ دی ۱۳۷۵ شمسی به عارضه ایست قلبی در منزل شخصی خود درگذشت.
پیکرش در تهران تشییع و پس از انتقال به بیدخت  در عصر روز شنبه ۲۹ دی ۱۳۷۵ شمسی برابر با ۸ رمضان ۱۴۱۷ قمری در مزار سلطانی بیدخت به خاک سپرده شد.

## مشایخ
از جمله مشایخ او می‌توان به عزیزالله محقق نجفی (مظفرعلی)، یوسف مردانی (صدقعلی)، میرمطلب میرزاده گراشی (مشتاقعلی)، سید احمد شریعت (فیضعلی) و شمس‌الدین حائری (ارشادعلی) اشاره نمود که همگی با جانشینش نورعلی تابنده(مجذوبعلیشاه) بیعت نمودند.
وی پیش از مرگ در تلگراف‌های جداگانه‌ای که برای هریک از افراد بالا فرستاده بود، خبر از درگذشت قریب‌الوقوع خود داده و دستور بیعت با قطب آینده (مجذوبعلیشاه) را به آنها ابلاغ نموده بود.

## آثار و کتب
- رساله "سیر عرفان در ادبیات قرون ششم و هفتم هجری" (پایان نامه دریافت مدرک کارشناسی)
- "خورشید تابنده"[۲] : شرح احوال و آثار سلطانحسین تابنده گنابادی (رضاعلیشاه)
- رساله "حضور قلب"
- رساله در "جبر و تفویض"
- "ظهور العشق الاعلی"[۳]: تفسیر عرفانی واقعه عاشورا
- "عهد الهی"[۴] : تفسیر عرفانی دیگری از واقعه عاشورا
- مکتوبات : مجموعه ای است از پاسخ‌ها به پرسش‌های سائلین معنویت و حقیقت

## جانشینان

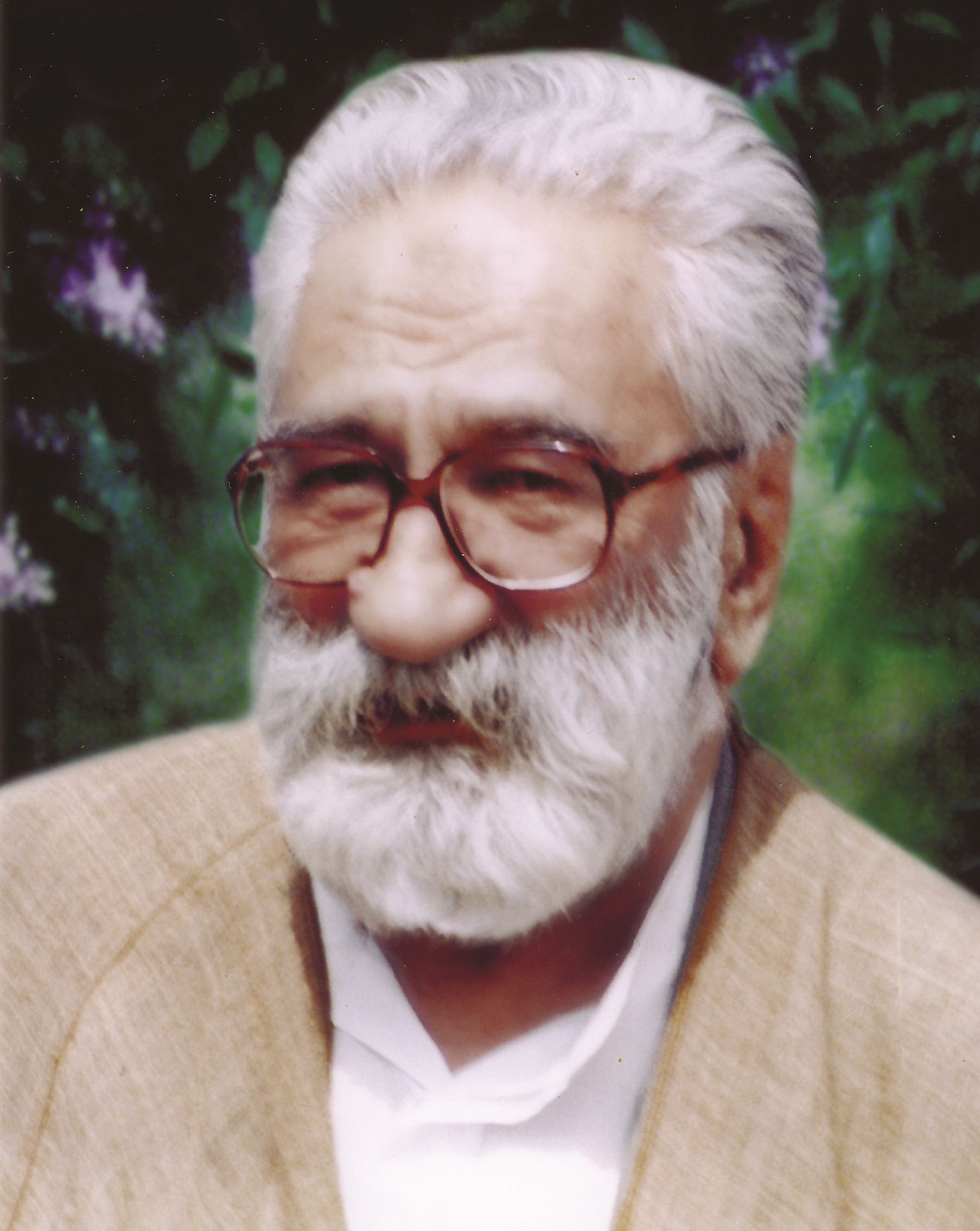
نورعلی تابنده(مجذوبعلیشاه)

| عنوان مذهبی                       | عنوان مذهبی        | عنوان مذهبی                     |
| --------------------------------- | ------------------ | ------------------------------- |
| پیشین: سلطان‌حسین تابنده رضاعلیشاه | قطب دراویش گنابادی | پسین: نورعلی تابنده مجذوبعلیشاه |